# Дејлвил (Индијана)
Дејлвил (енгл. Daleville) град је у америчкој савезној држави Индијана.

## Демографија
По попису из 2010. године број становника је 1.647, што је 11 (-0,7%) становника мање него 2000. године.
| Група             | 2000.         | 2010.         |
| Белци             | 1.635 (98,6%) | 1.601 (97,2%) |
| Афроамериканци    | 2 (0,1%)      | 7 (0,4%)      |
| Азијати           | 1 (0,1%)      | 12 (0,7%)     |
| Хиспаноамериканци | 12 (0,7%)     | 9 (0,5%)      |
| Укупно            | 1.658         | 1.647         |